# Silnice II/276
Silnice II/276 je silnice II. třídy, která vede z Bělé pod Bezdězem do Kněžmostu. Je dlouhá 21,5 km. Prochází jedním krajem a jedním okresem.

## Vedení silnice

### Středočeský kraj, okres Mladá Boleslav
- Bělá pod Bezdězem (křiž. I/38, II/272, III/27235, III/26828, III/27234, III/27234a)
- Malá Bělá (křiž. III/2761, III/2764)
- Bakov nad Jizerou (křiž. D10, II/610, III/2767, III/27613)
- Buda
- Býčina
- Kněžmost (křiž. II/268, III/27614)